# Futaki Kenzō

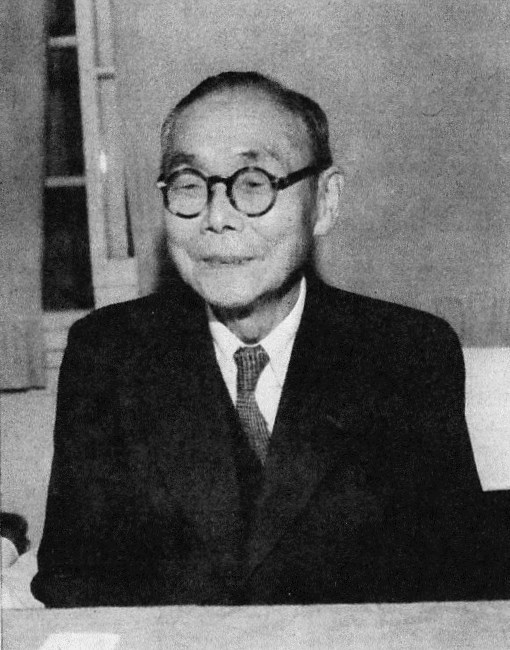
Futaki Kenzō, 1955

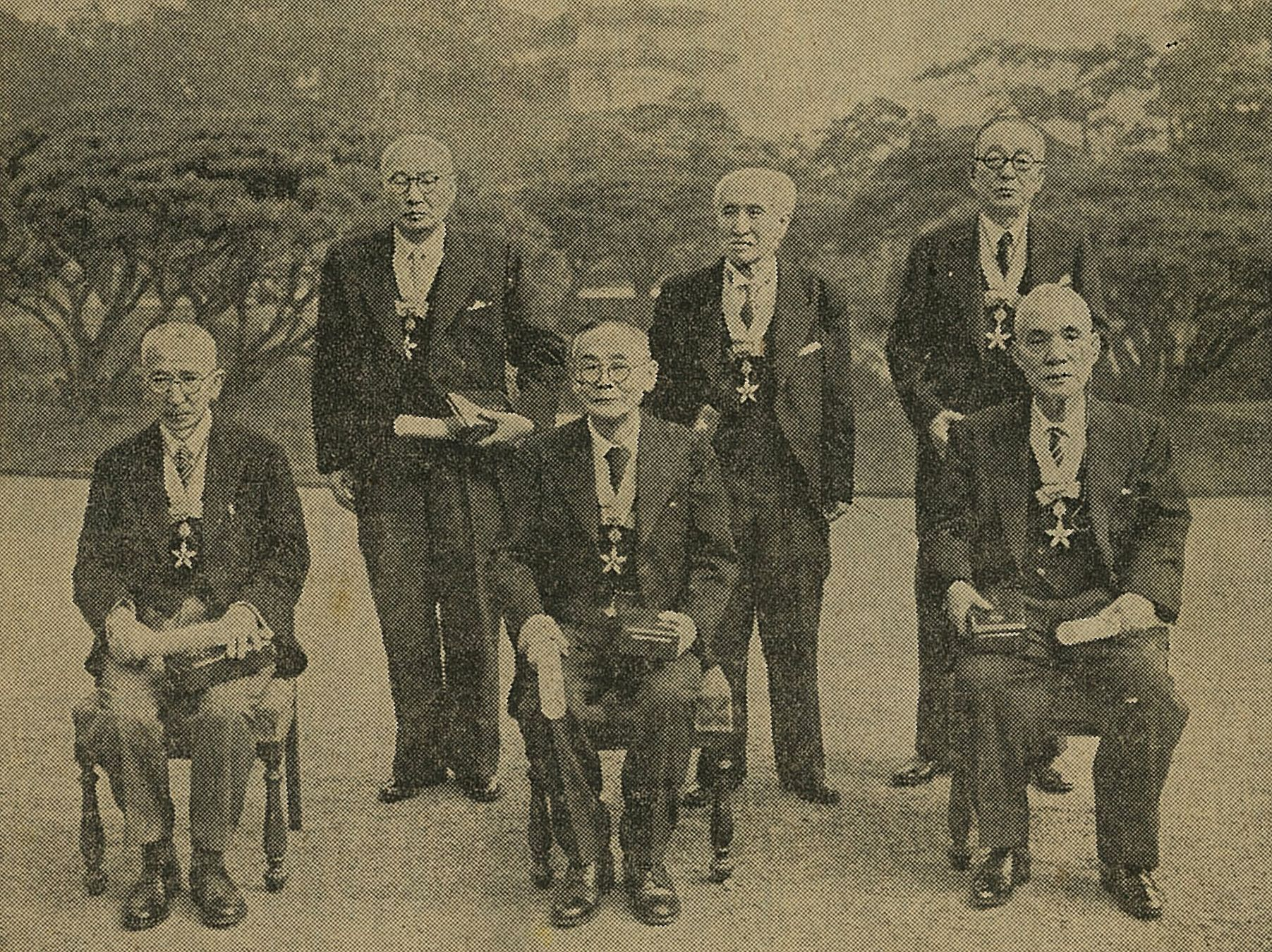
Kulturorden, 1955

Futaki Kenzō (japanisch 二木 謙三; geboren am 10. Januar 1873 in Akita; gestorben am 27. April 1966) war ein japanischer Bakteriologe.

## Leben und Wirken
Futaki Kenzō wurde als zweiter Sohn von Higuchi Juntai (樋口順泰; 1843–1916) geboren, der aus einer Familie stammte, die als Ärzte für den Satake-Klan tätig war. Kenzō wurde dann von der Familie Niki adoptiert. Er absolvierte die Medizinische Fakultät der Universität Tōkyō und arbeitete dann am „Tōkyō City Komagome Hospital“ (感染症センター都立駒込病院, Kansenshō-Center toritsu Komagome byōin). 1903 isoliert er die Shigella-Varianten „Komagome A, B“. 1905 bildete er sich weiter in München an der Ludwig-Maximilians-Universität unter Max von Gruber. Von Gruber und Futaki 1906 mitgeteilte Studien über Seroaktivät und Phagozytose, die in Auswirkung der Almroth Wrightschen Opsonin-Lehre zustande gekommen sind, fanden viel Beachtung. 1909 wurde er Stellvertretender Direktor des Komagome-Krankenhauses und Mitarbeiter an der Universität Tōkyō. 1914 wurde er Assistenzprofessor und Doktor der Medizin. In dem Jahr entdeckte er das Spirillum minus, das das Rattenbiß-Fieber (鼠毒症, Sodoku-shō) verursacht. 1919 wurde er außerordentlicher Professor und Direktor des Komagome-Krankenhauses. Ab 1921 war er Professor an der Universität Tōkyō.
Im Jahr 1929 erhielt Futaki den Preis der Japanischen Akademie der Wissenschaften. Er wirkte als Professor an der „Nippon Medical School“ (日本医科大学, Nihon ika daigaku), dem „Tōkyō Dental College“ (東京歯科医専, Tōkyō shika sen) und der Nihon Joshi Daigaku. 1951 wurde er Mitglied der Akademie der Wissenschaften und Präsident der „Japanischen Gesellschaft für Infektionskrankheiten“ (日本感染症学会). 1955 wurde er als Person mit besonderen kulturellen Verdiensten geehrt und mit dem Kulturorden ausgezeichnet. 1966 starb er im Alter von 93 Jahren.
Futaki hinterließ eine Erfolgsbilanz im Bereich der Bakteriologie, war zudem ein Verfechter des ungebleichten Reis (玄米, Gemmai). Er wirkte nicht nur als Forscher, sondern auch als Erzieher.